# Fertig lustig
Fertig lustig ist eine Schweizer Sitcom mit 51 Episoden, die von 2000 bis 2002 im Schweizer Fernsehen ausgestrahlt wurde.

## Handlung
Der Manager Max Brugger wird in seiner Firma entlassen. Währenddessen erhält seine Frau Angela ein Stellenangebot von einer Modeboutique und sagt zu. Von nun an ist Max für den Haushalt zuständig und Angela verdient das Geld. Gleichzeitig zieht Angelas Bruder Erich Truniger bei der Familie ein. Er ist ein grosser Filmfan und schwärmt für die streitsüchtige Nachbarin Eliane Bissiger. Sie ist Besitzerin der Boutique, in der Angela eine Stelle gefunden hat. Eliane will aber nichts von Erich wissen; sie hat allgemein eine Abneigung gegen Männer und lässt dies auch Max immer wieder wissen. Kathrin ist die Tochter von Max und Angela. Sie ist 14 Jahre alt, steckt voll in der Pubertät und interessiert sich vor allem für Mofas.
So sind natürlich die Streitereien zwischen den einzelnen Charakteren vorprogrammiert, Max versucht den Haushalt wie ein Manager zu führen, was dauernd misslingt, zudem hat er ein Problem damit, dass nun seine Frau die Familie ernährt. Erich träumt von einer eigenen Videothek und von Eliane, die ihn regelmässig auflaufen lässt und lächerlich macht. Und Kathrin will sowieso ihr eigenes Ding durchziehen und überfordert damit ihre Eltern.

## Produktion
Das Schweizer Fernsehen gab insgesamt drei Staffeln bei der Produktionsfirma Laugh Track in Auftrag, ab Januar 2002 war Videcom verantwortlich. Sie wurden zwischen 2000 und 2002 im Studio in Uster vor Publikum gedreht und zeitnah ausgestrahlt.
In den Jahren 2006 bis 2007 wurde die Sitcom ein erstes Mal von SF 1 wiederholt, seit Januar 2017 wird sie wieder auf SRF 1 ausgestrahlt.

## Episoden

### Staffel 1
| Nr. (ges.) | Nr. (St.) | Originaltitel              | Erstausstrahlung CH |
| ---------- | --------- | -------------------------- | ------------------- |
| 1          | 1         | Die Beförderung            | 25. Feb. 2000       |
| 2          | 2         | Herr im Haus               | 25. Feb. 2000       |
| 3          | 3         | Ein sauberer Abgang        | 3. März 2000        |
| 4          | 4         | Nettigkeiten               | 10. März 2000       |
| 5          | 5         | Kompanietreffen            | 17. März 2000       |
| 6          | 6         | Eine einmalige Gelegenheit | 24. März 2000       |
| 7          | 7         | Topjob                     | 7. Apr. 2000        |
| 8          | 8         | Ein Abend zu zweit         | 14. Apr. 2000       |
| 9          | 9         | Nachwuchs                  | 21. Apr. 2000       |
| 10         | 10        | Wo die Liebe hinfällt      | 19. Mai 2000        |
| 11         | 11        | Ein Tag im Leben von...    | 26. Mai 2000        |
| 12         | 12        | Kalte Ravioli              | 9. Juni 2000        |
| 13         | 13        | Lügner, Lügner             | 16. Juni 2000       |
| 14         | 14        | Computerprobleme           | 23. Juni 2000       |
| 15         | 15        | Gipfelkonferenz            | 30. Juni 2000       |

### Staffel 2
| Nr. (ges.) | Nr. (St.) | Originaltitel               | Erstausstrahlung CH |
| ---------- | --------- | --------------------------- | ------------------- |
| 16         | 1         | Lohnerhöhung                | 5. Jan. 2001        |
| 17         | 2         | Geldwäsche                  | 12. Jan. 2001       |
| 18         | 3         | Hausfrauenstreik            | 26. Jan. 2001       |
| 19         | 4         | Erichs Frauen               | 2. Feb. 2001        |
| 20         | 5         | Fussballfieber              | 9. Feb. 2001        |
| 21         | 6         | Wer andern eine Grube gräbt | 23. Feb. 2001       |
| 22         | 7         | Liebes Tagebuch             | 2. März 2001        |
| 23         | 8         | Fehlalarm                   | 9. März 2001        |
| 24         | 9         | Total entspannt             | 16. März 2001       |
| 25         | 10        | Vitamin B                   | 30. März 2001       |
| 26         | 11        | Mann oder Maus              | 6. Apr. 2001        |
| 27         | 12        | Party-Time                  | 20. Apr. 2001       |
| 28         | 13        | Humphrey Bogarts Hut        | 4. Mai 2001         |
| 29         | 14        | Elianes Vater               | 11. Mai 2001        |
| 30         | 15        | Die beste Köchin der Welt   | 18. Mai 2001        |
| 31         | 16        | Fesselspiele                | 25. Mai 2001        |
| 32         | 17        | Confiserie Brugger          | 8. Juni 2001        |
| 33         | 18        | Guter Apparat ist teuer     | 15. Juni 2001       |
| 34         | 19        | Besuch aus Hollywood        | 22. Juni 2001       |

### Staffel 3
| Nr. (ges.) | Nr. (St.) | Originaltitel                      | Erstausstrahlung CH |
| ---------- | --------- | ---------------------------------- | ------------------- |
| 35         | 1         | Verliebt und verkracht             | 25. Jan. 2002       |
| 36         | 2         | Nackte Tatsachen                   | 1. Feb. 2002        |
| 37         | 3         | Angela, die Heldin                 | 8. Feb. 2002        |
| 38         | 4         | Protest-Aktion                     | 15. Feb. 2002       |
| 39         | 5         | Die Tupper-Party                   | 22. Feb. 2002       |
| 40         | 6         | Grosse Entscheidungen              | 8. März 2002        |
| 41         | 7         | Wenn Männer den Verstand verlieren | 15. März 2002       |
| 42         | 8         | Elianes schönster Tag              | 22. März 2002       |
| 43         | 9         | Die Traumfrau                      | 12. Apr. 2002       |
| 44         | 10        | Das Herz einer Hausfrau            | 19. Apr. 2002       |
| 45         | 11        | Der Ernst des Lebens               | 26. Apr. 2002       |
| 46         | 12        | Eliane, entschuldige dich!         | 10. Mai 2002        |
| 47         | 13        | Familien-Bande                     | 17. Mai 2002        |
| 48         | 14        | Tatjana, die Enkelin des Zaren     | 24. Mai 2002        |
| 49         | 15        | Wissen ist Geld                    | 31. Mai 2002        |
| 50         | 16        | Grüsse aus Gartenien               | 7. Juni 2002        |
| 51         | 17        | Mach’s gut, Eliane                 | 14. Juni 2002       |